# Korytarzyk w Dupnej Górze
Korytarzyk w Dupnej Górze – jaskinia na północno-wschodnim krańcu Góry Łabajowej. Administracyjnie znajduje się w obrębie wsi Bębło, w gminie Wielka Wieś w powiecie krakowskim, w województwie małopolskim. Pod względem geograficznym jest to obszar Wyżyny Olkuskiej wchodzący w skład Wyżyny Krakowsko-Częstochowskiej.

## Opis obiektu
Od szczytu Góry Łabajowej (zwanej także Dupną Górą) w kierunku Tomaszówek Dolnych opada skalista grzęda. W lesie na jej południowo-wschodnim końcu za dużą skałą jest otwór wejściowy do obiektu, a za nim krótki, prosty korytarzyk o wysokości do 90 cm. Jest suchy i w całości widny.
Korytarzyk utworzył się w późnojurajskich wapieniach. Przy otworze wejściowym na jego ścianach rosną glony, mchy, paprocie i rośliny zielne. W głębi są grzybki naciekowe i nacieki mleka wapiennego. Na spągu znaleziono kości drobnych zwierząt, w tym jeża. Na ścianach obserwowano muchówki, ślimaki, pająka sieciarz jaskiniowy i motyle należące do gatunków paśnik jaskiniec, szczerbówka ksieni, rusałka pawik. W korytarzyku znaleziono ślady penetracji i rozkopywania namuliska.

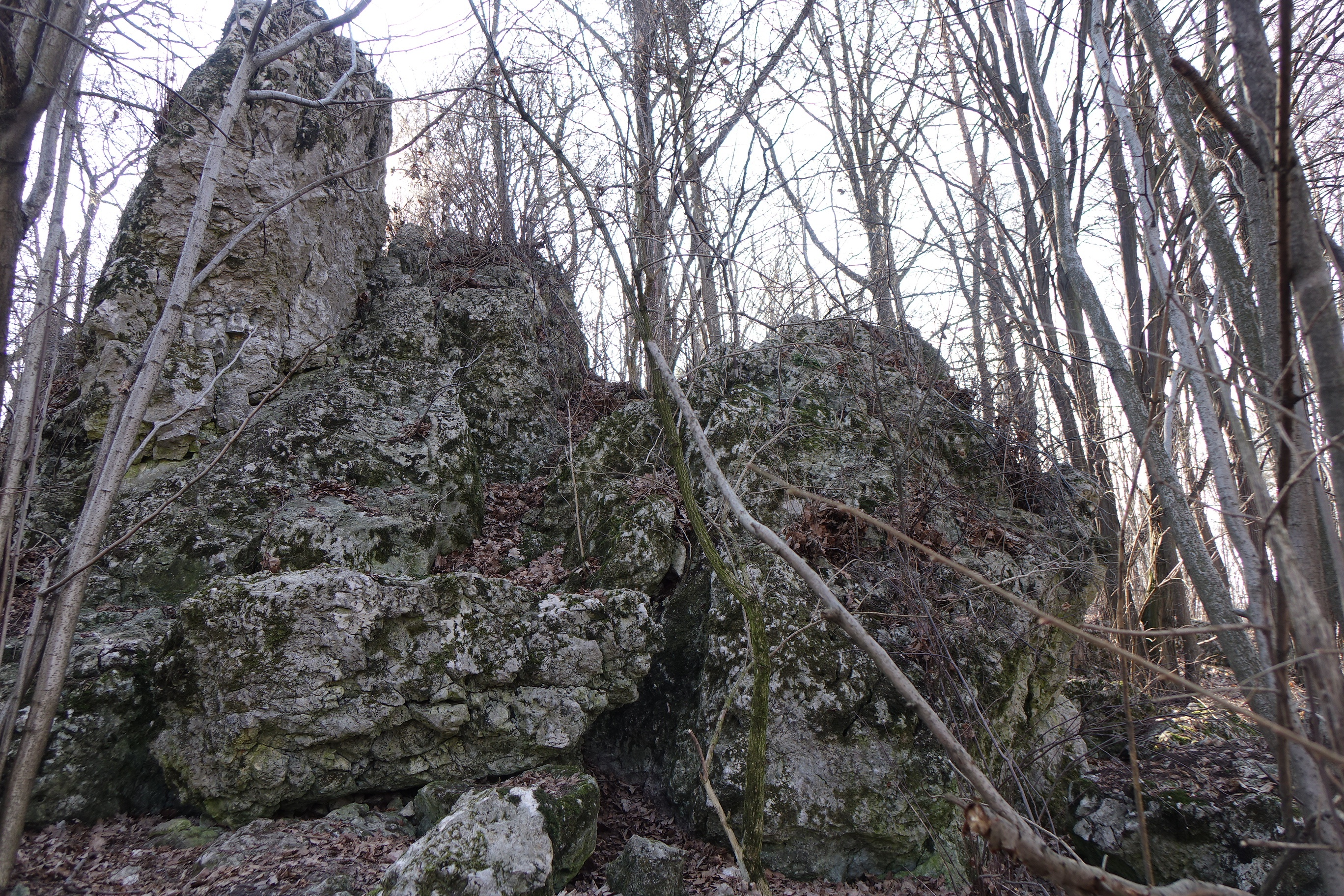
Skały z otworem korytarzyka
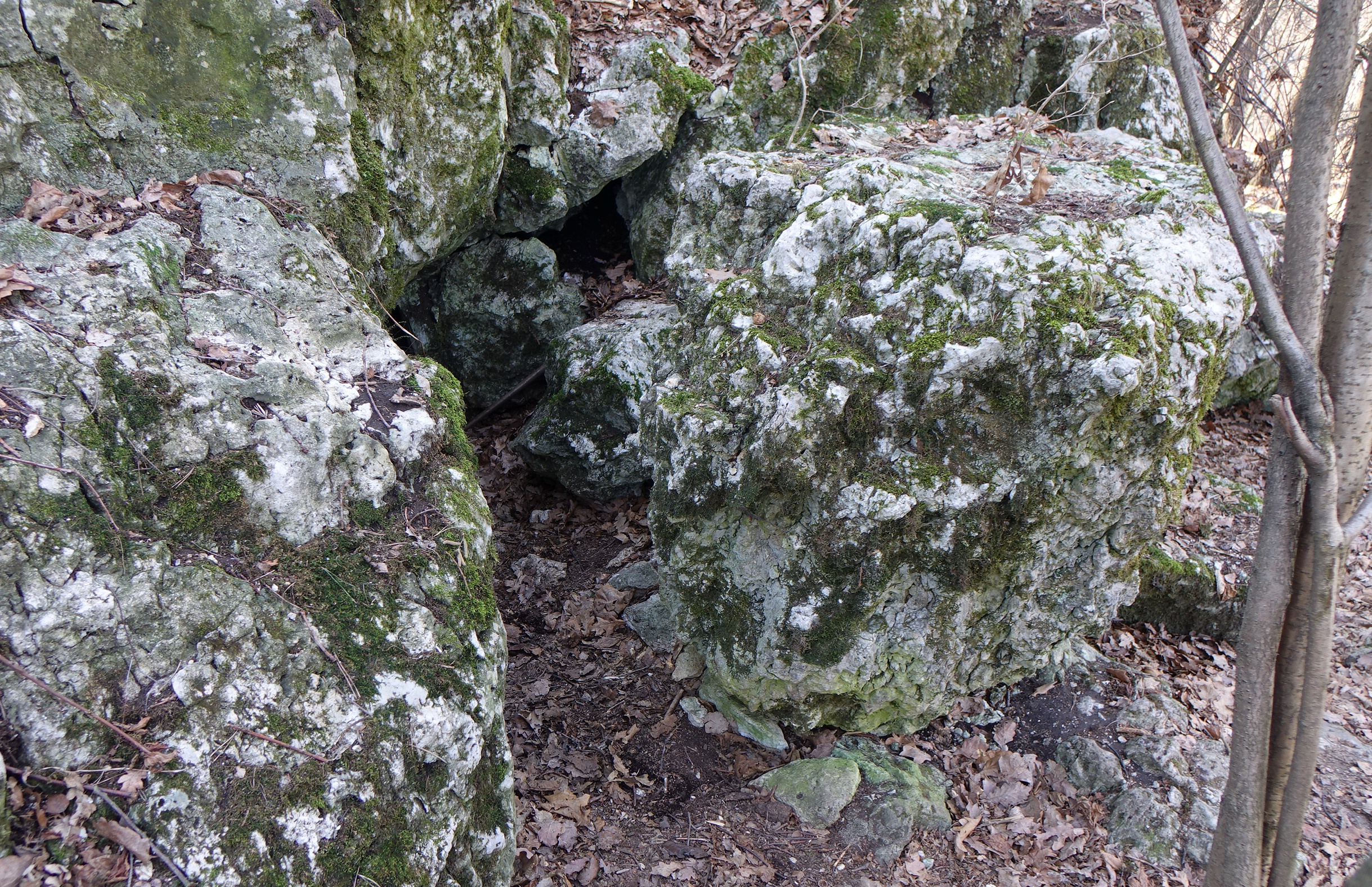
Głaz, za którym jest otwór korytarzyka
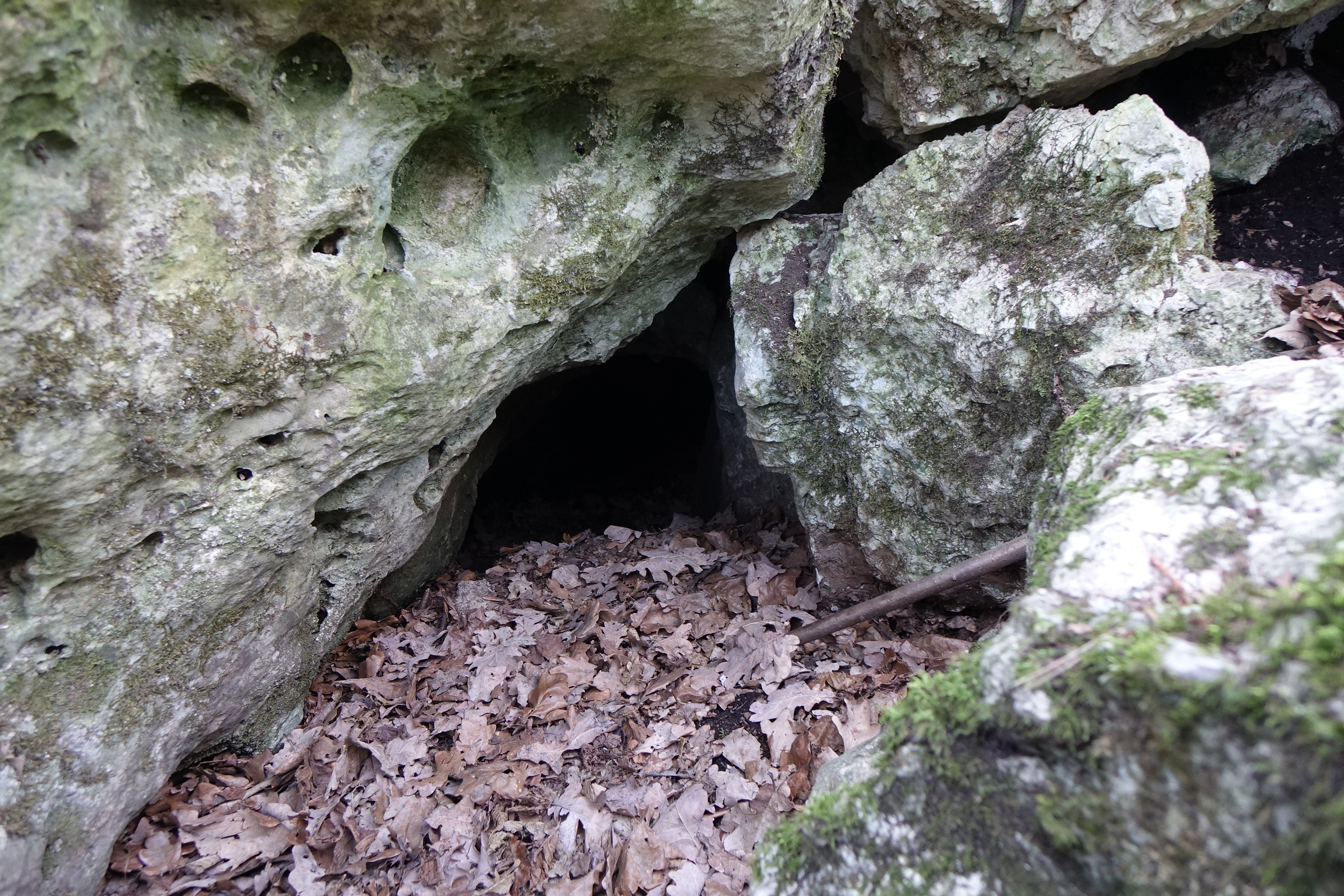
Otwór
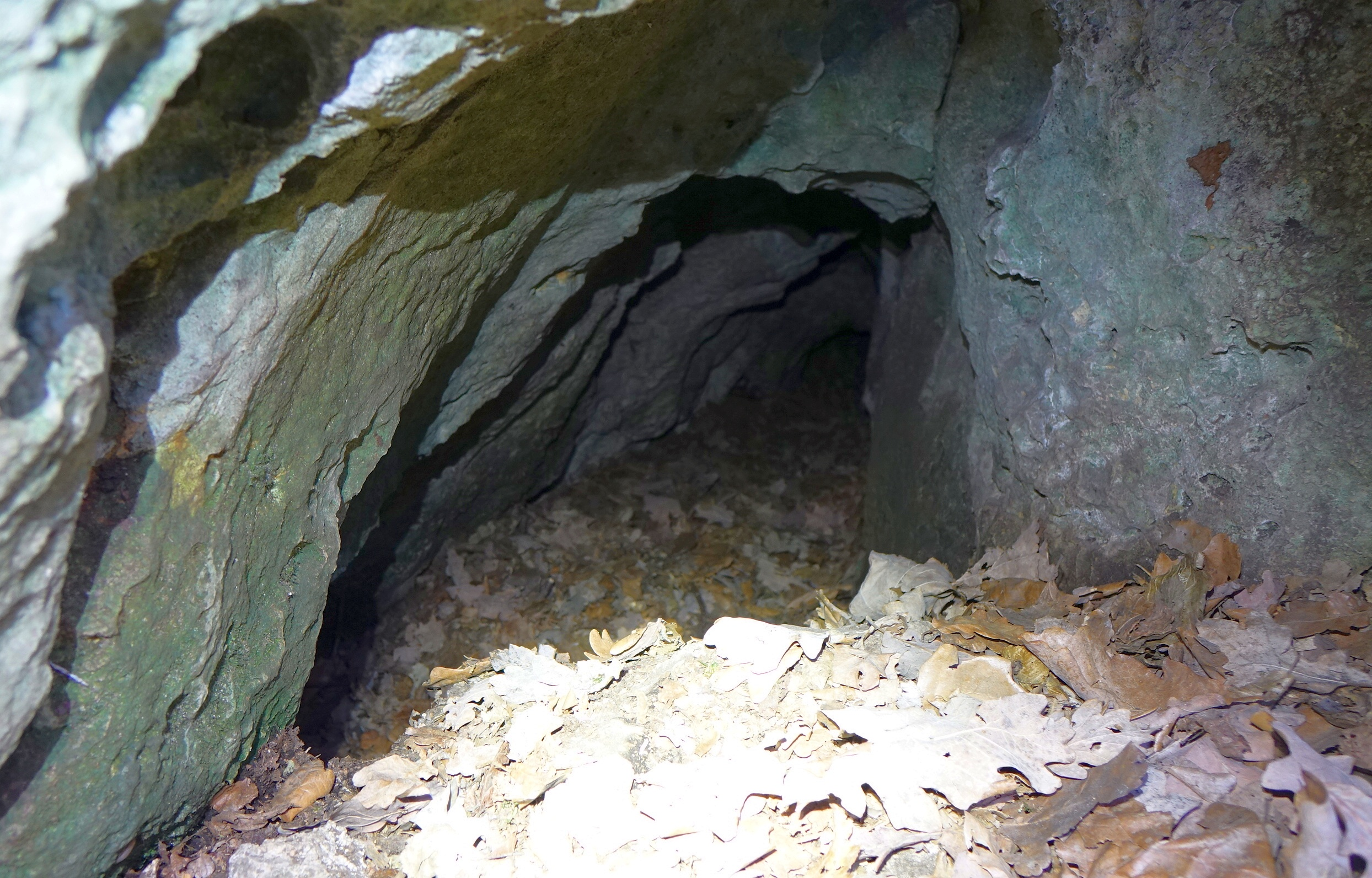
Korytarzyk

Na Górze Łabajowej są jeszcze dwie inne jaskinie: Jaskinia powyżej Łabajowej i Jaskinia w Dupnej Górze. Wszystkie znajdują się blisko siebie, na tej samej skalistej grzędzie od strony Tomaszówek Dolnych.